# Harmonischer Lieder- Schatz oder Allgemeines Evangelisches Choral-Buch
Harmonischer Lieder- Schatz oder Allgemeines Evangelisches Choral-Buch gavs ut 1738 och kallas i Sverige ofta för "Königs koralbok" eftersom den skrevs av Johann Balthasar König. Vem som är upphovsman till alla koralerna framgår inte, men man tillskriver dem som regel König med viss tvekan. Ibland anges att det är ur hans koralbok, ibland med hans namn följt av frågetecken.
Ur koralboken är åtskilliga melodier hämtade till Sverige av J.C.F. Haeffner till hans koralboksutgivningar, i synnerhet för 1819 års psalmbok. I viss utsträckning ledde Königs koraler till att gamla psalmer ur 1695 års psalmbok fick hans nya melodier.

## Psalmer
- För dig, o Gud, mitt hjärta brinner (1819 nr 4) bara i denna utgåva och inte till någon mer psalm.
- Offret stundar (1819 nr 83) bara i denna utgåva och inte till någon mer psalm.